# 牡蛎疱疹病毒属
牡蛎疱疹病毒属（學名：Ostreavirus）是皰疹病毒目軟體動物皰疹病毒科的一個屬，為該科的兩個屬之一，本屬僅有一種病毒，即牡蠣疱疹病毒第一型（Ostreid herpesvirus 1, OsHV-1），以牡蠣等雙殼綱軟體動物為宿主，另有一種可感染扇貝的急性病毒性壞死病毒（acute viral necrosis virus, AVNV）可能是此病毒的一個變型。

## 病毒學
此病毒外形為二十面體，具有外膜，直徑為150–200奈米，基因組為不分段的線型雙股DNA，長約134kb。

## 感染
牡蛎疱疹病毒的感染可造成牡蠣幼蟲的大量死亡，對養殖貝類產業造成相當經濟損失，已知長牡蠣、歐洲牡蠣、澳大利亞扁牡蠣、智利牡蠣、葡萄牙牡蠣、美洲牡蠣與香港蠔等牡蠣物種，以及簾蛤科、扇貝科、貽貝科、魁蛤科、甚至部分腹足綱鮑科的物種皆可感染。此病毒最初在美國發現，現在北美洲、澳洲、歐洲、亞洲各地均有發現。此病毒的爆發主要集中在夏季，很少在水溫低於攝氏16度時出現，傳播方式包括個體間的水平傳播與透過性腺的垂直傳播。